# Teorie pravděpodobnosti

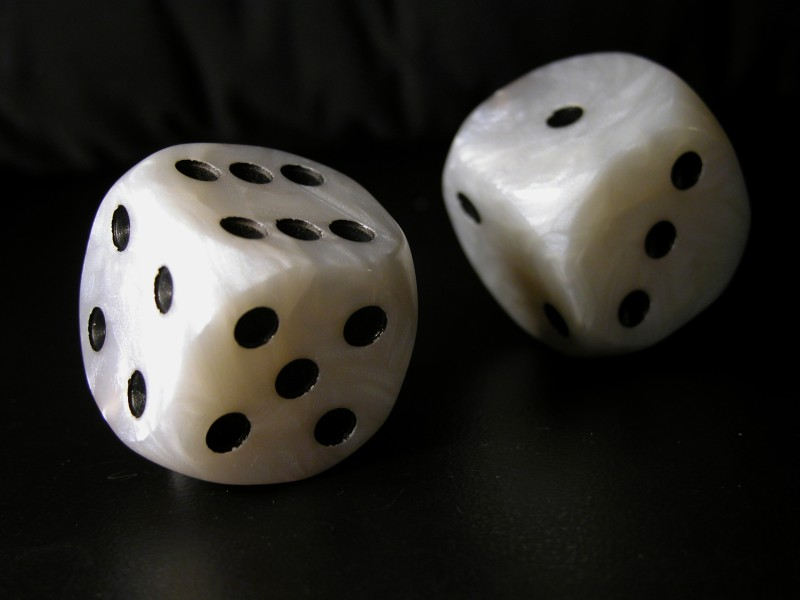
Pravděpodobnost hodu kostkami

Teorie pravděpodobnosti (počet pravděpodobnosti) je matematická disciplína popisující zákonitosti týkající se jevů, které (přinejmenším z hlediska pozorovatele) mohou a nemusí nastat, resp. jejichž výsledná hodnota není předem jistá. Příkladem může být výsledek hodu kostkou ještě předtím, než hodíme, anebo venkovní teplota zítra v poledne.
Takové jevy označujeme jako náhodné.

## Dějiny
Rozvoj t.p. probíhal od 17. století, zpočátku inspirován hlavně hazardními hrami. Za její počátek se považuje slavná výměna dopisů mezi matematiky Blaisem Pascalem a Pierrem Fermatem zahájená roku 1654. Šlo jim tehdy o otázku, jak spravedlivě rozdělit bank mezi hráče, jestliže série hazardních her musela být předčasně přerušena.
Tehdy rozvíjené teorii pravděpodobnosti dnes říkáme klasická pravděpodobnost či kombinatorická pravděpodobnost, protože pravděpodobnost jí zkoumaných jevů se řídila kombinatorickými zákonitostmi. Již v 19. století však byly známy modely různých rozdělení pravděpodobnosti, jako jsou například alternativní, binomické, Poissonovo (příklady diskrétních rozdělení), nebo normální (Gaussovo), exponenciální, rovnoměrné (jedná se o spojitá rozdělení).

## Dnešní stav
V dnes převládající podobě byla teorie pravděpodobnosti axiomatizována a formalizována Andrejem Nikolajevičem Kolmogorovem, jenž roku 1933 publikoval práci Grundbegriffe der Wahrscheinlichkeitsrechnung (Základní pojmy počtu pravděpodobnosti), ve které se poprvé objevují Kolmogorovovy axiomy pravděpodobnosti založené na teorii míry. Kolmogorov pro svoji definici pravděpodobnosti použil abstraktní množinu {\displaystyle \Omega } vybavenou {\displaystyle \sigma }-algebrou {\displaystyle {\mathcal {F}}} (tedy takzvaný měřitelný prostor), spolu s konečnou mírou {\displaystyle P} definovanou na {\displaystyle {\mathcal {F}}}, v tomto případě samozřejmě {\displaystyle P(\Omega )=1}. Tato pravděpodobnostní trojice {\displaystyle (\Omega ,{\mathcal {F}},P)} tvoří takzvaný pravděpodobnostní prostor. Z tohoto hlediska se teorie pravděpodobnosti jeví jako partie teorie míry, která se zabývá prostory jednotkové míry.
Alternativu představuje tzv. bayesovský přístup, který prosazoval např. Edwin Thompson Jaynes (1922–1998) v knize Probability Theory: The Logic of Science (Teorie pravděpodobnosti: Logika vědy). Z jeho hlediska je teorie pravděpodobnosti rozšířením klasické aristotelské logiky na případ výroků, jejichž pravdivostní hodnota leží kdesi mezi absolutní jistotou a absolutní nepravdou. Takto postavená teorie pravděpodobnosti se umísťuje do blízkosti fuzzy logiky a na rozdíl od „objektivistické“ kolmogorovovské teorie klade důraz na subjektivní stránku poznávacího procesu (pravděpodobnost jednoho jevu se v ní může lišit od člověka k člověku v závislosti na tom, kolik informací kdo má). Za jistých podmínek však kolmogorovské a bayesovské teorie splývají a vedou ke stejným závěrům.

## Použití
Teorii pravděpodobnosti používáme v případech, kdy zkoumáme tzv. náhodné pokusy. Při náhodném pokusu není výsledek pokusu jednoznačně určen jeho počátečními podmínkami. To náhodné pokusy odlišuje od pokusů deterministických, jejichž výsledek je možno na základě určených počátečních podmínek jednoznačně určit.
Jsou-li tedy určeny počáteční podmínky pokusu, pak výsledek deterministického pokusu lze dopředu určit a při opakování pokusu (za stejných podmínek) bude výsledek deterministického pokusu stále stejný. Naproti tomu získáme při opakování náhodného pokusu různé výsledky (při stejných počátečních podmínkách), přičemž výsledek libovolného z těchto pokusů nelze předpovědět jednoznačně.
Náhodnost určitého pokusu je obvykle spojena s nedostatečnou znalostí počátečních podmínek daného pokusu. Kdybychom např. při hodu kostkou byli schopni přesně určit všechny počáteční podmínky (poloha a orientace kostky v prostoru, její rychlost apod.), bylo by možné předpovědět, které číslo na kostce padne. Vzhledem k tomu, že tyto údaje neznáme, používáme k určení předpovědí metod teorie pravděpodobnosti.
Výsledků teorie pravděpodobnosti využívá zejména matematická statistika, zejména v oblasti asymptotického chování náhodných výběrů. Časté jsou také aplikace náhodných procesů na finanční, fyzikální a jiné procesy sledované v čase.
Dnes je teorie pravděpodobnosti široká disciplína zahrnující mnoho podoborů.